# گاروفو
گاروفو (به ایتالیایی: Garrufo) یک منطقهٔ مسکونی در ایتالیا است که در استان تیرامو واقع شده‌است.